# Milă pătrată
O milă pătrată este o unitate de măsură a ariei uscatului derivată, comună în țările vorbitoare de limbă engleză, dar neacceptată de Sistemul Internațional. O milă pătrată este aria unui pătrat care are lungimea laturii egală cu o milă terestră (1 milă terestră = 1,609344 km = 1.609,344 m). 
Un calcul relativ precis, aproximând 1 milă la 1.609 metri, conduce la următoarea transformare:
- 1 milă2 = 1 milă x 1 milă = 1,609 km x 1,609 km = 2,58881 km²;

Dar, pentru un calcul mult mai exact se obișnuiește a se folosi valoarea 1 milă2 = 2.589988110336 km².
Frecvent, această valoare exactă se rotunjește la aproximativ 2,59 km². 

## Simboluri
Neexistând o convenție clară asupra notației, următoarele simboluri sunt mai des folosite: 
- square mile
- sq mile
- sq mi
- sq m (aceasta putând fi confundată cu metrul pătrat)
- mile/-2
- mi/-2
- m/-2 (aceasta putând fi confundată cu metrul pătrat)
- mile^2
- mi^2
- m^2 (aceasta putând fi confundată cu metrul pătrat)
- mile²
- mi²
- m² (aceasta putând fi confundată cu metrul pătrat)

## Transformări
1 milă pătrată echivalează cu:
- 4,014,489,600 inch pătraţi
- 27,878,400 picioare pătrate
- 3,097,600 yarzi pătraţi
- 640 acri
- 25,899,881,103.36 cm²
- 2,589,988.110336 m2
- 2.589988110336 km²

Sistemul public de măsurare al pământului atât în Statele Unite ale Americii, numit Public Land Survey System, cât și în Canada, denumit Dominion Land Survey, utilizează ca unitate de măsură pentru orice măsurători standard o milă pătrată.